# Піщане (Кальміуський район)
Піща́не — село Старобешівської селищної громади Кальміуського району Донецької області, Україна. Населення становить 401 особу.

## Загальні відомості
Відстань до райцентру становить близько 16 км і проходить переважно автошляхом Т 0508.
Із 2014 р. внесено до переліку населених пунктів на Сході України, на яких тимчасово не діє українська влада.

## Населення
За даними перепису 2001 року населення села становило 401 особу, з них 15,96 % зазначили рідною мову українську та 84,04 % — російську.